# Cristián Rodríguez (ciclista)
 Cristián Rodríguez Martín (El Ejido, Andaluzia, 3 de março de 1995) é um ciclista espanhol.
Destacou como ciclista amador conseguindo a vitória na Volta a Leão em 2015. Para a temporada de 2016 assinou um contrato com a equipa Wilier Triestina-Southeast.

## Palmarés
- 2015 (como amador)[3]
  - Volta a Leão, mais 1 etapa

- 2021
  - Tour de Ruanda, mais 1 etapa

## Resultados em Grandes Voltas e Campeonatos do Mundo
| Corrida            | Corrida            | 2016  | 2017 | 2018 | 2019 | 2020 | 2021 |
| ------------------ | ------------------ | ----- | ---- | ---- | ---- | ---- | ---- |
|                    | Giro d'Italia      | 103.º | 52.º | —    | —    | —    | —    |
|                    | Tour de France     | —     | —    | —    | —    | —    | 46.º |
|                    | Volta a Espanha    | —     | —    | 25.º | 50.º | —    | —    |
| Mundial em Estrada | Mundial em Estrada | —     | —    | —    | —    | —    | —    |

—: não participa

Ab.: abandono